# Célula club
Las células exocrinas bronquiolares, son conocidas como células de Clara por su descubridor o también como células Club; son unas células con morfología en cúpula y con microvellosidades cortas que se encuentran en los pequeños conductos aéreos llamados bronquiolos de los pulmones. 
Estas son las principales células secretoras, que protegen y lubrican el epitelio de los bronquiolos terminales. Tienen funciones de respuesta inmune y de metabolismo de sustancias tóxicas. Las células de Clara actúan como células madre, al multiplicarse y diferenciarse en células ciliadas. 

## Anatomía
Las células de Clara forman parte del epitelio simple ciliado del bronquiolo. Son el tipo de célula predominante en los bronquiolos distales. Su número aumenta al acercarse al alvéolo, mientras disminuye el número de células caliciformes.

Las de Clara son las células más abundantes en las vías respiratorias de los roedores (57%), mientras en el ser humano representan el 22% de las células de la vía aérea distal.

### Microarquitectura
Las células de Clara, presentan una morfología apical con forma de cúpula y microvellosidades con glucocalix hacia la luz del bronquiolo.

El citoplasma  muestra gránulos densos áticos.
 
El retículo rugoso es abundante y se ubica en el sector infranuclear. 

El aparato de Golgi se ubica en posición lateral o supranuclear.

El núcleo es de ubicación basal, de forma oval y ocupa aproximadamente un tercio del volumen celular.
El polo basal está en contacto con la membrana basal.

### Ultraestructura

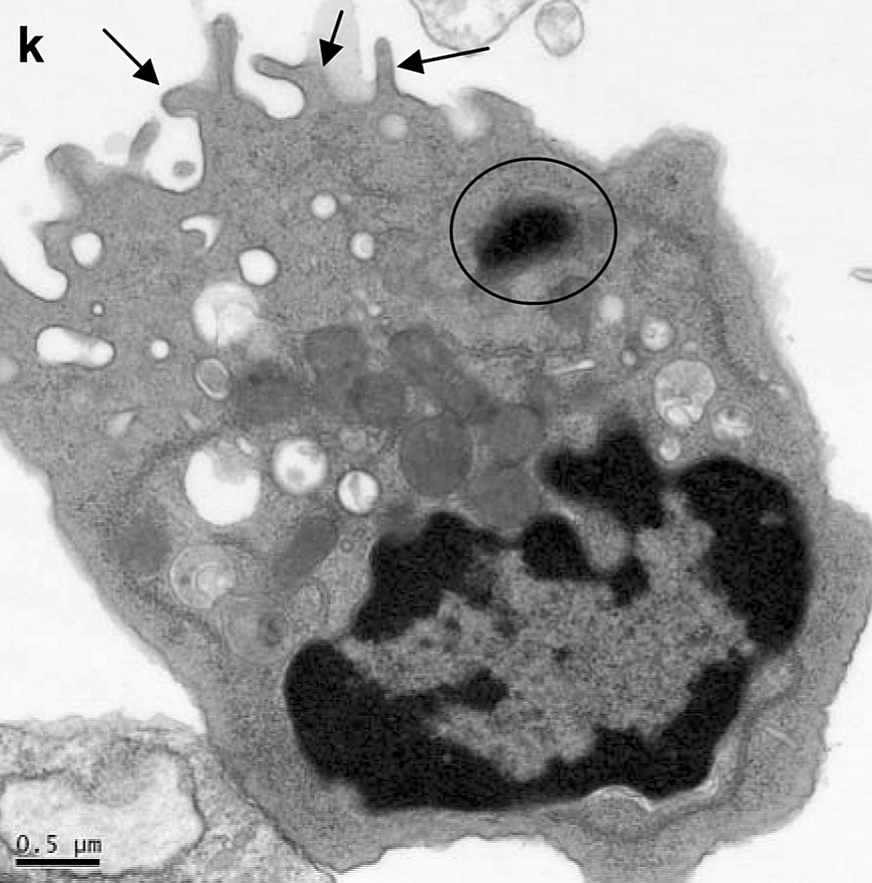
Célula de Clara. Flechas= microvellosidades cortas. Microscopio electrónico.

Con microscopía electrónica se destaca un extremo apical con microvellosidades cortas y escasas en la luz del bronquiolo.

El retículo endoplasmático es abundante, el aparato de Golgi y los gránulos densos apicales presentan todas las características de una célula de producción y secreción proteica.

El retículo endoplasmático liso genera numerosas vesículas supranucleares.

Las mitocondrias son cortas y numerosas ubicadas en el compartimiento supranuclear.

## Función
Según la terminología anatómica su nombre en latín es exocrinocytus bronchiolaris, es decir: célula exócrina del bronquiolo, (Exocrina: exo: afuera y crina: secreción).

Las células de Clara son las principales células  secretoras en el epitelio de las vías respiratorias pequeñas: los bronquiolos terminales y los bronquiolos respiratorios.

La célula "Club" humana tiene funciones de defensa, incluida la función inmunitaria, la expresión de proteínas antibacterianas, el metabolismo de los xenobióticos, la defensa antiproteasa y las funciones de barrera física.
Las "células Club" también son responsables de la desintoxicación de sustancias nocivas inhaladas en los pulmones, mediante las enzimas del citocromo P-450 que se encuentra en su retículo endoplasmático liso.

Las células de Clara actúan además como células madre, ya que se multiplican y diferencian en células ciliadas, para regenerar el epitelio bronquiolar.

### Secreción
Una de las funciones de las células "Club" es la de proteger el epitelio del bronquiolo terminal y respiratorio. Esto se consigue mediante la secreción de una pequeña variedad de productos, incluyendo la uteroglobina o proteína secretada por las células "Club" junto con una solución de una composición similar a la del agente tensioactivo pulmonar.

Estas células secretan surfactante en forma de glicosoaminoglicanos para proteger y lubricar el interior del bronquiolo.
Las células "Club", expresan una proteína específica, codificada por el gen SCGB1A1, dicha proteína también es conocida como Proteína Secretora de Células de Clara (CCSP), Uteroglobina (UGB), SecretoGlobin family 1A member 1 (SCGB1A1) o CC10. que sirve como una barrera de defensa y muestra funciones antiinflamatorias, inmunomoduladoras y antitumorigénicas.

### Mecanismo
Los bronquiolos menores de 2 mm de diámetro, representan la transición desde la porción conductora a la porción respiratoria del sistema respiratorio. 
Están tapizados por un epitelio simple cúbico, con células ciliadas y células Club no ciliadas, que son exclusivas de los bronquiolos. Además de ser diversas estructuralmente, las células club son también funcionalmente variables.

Una función importante es la síntesis y secreción del material que recubre el lumen bronquiolar. Su composición incluye glicosoaminoglicanos, proteínas como lisozimas, y un conjugado de la porción secretora de anticuerpos IgA. Estos juegan una función defensiva importante, y también contribuyen a la degradación del moco producido en los tramos conductores superiores.

### Desintoxicación
La naturaleza heterogénea de los gránulos densos en el citoplasma de la célula "Club", sugiere que pueden tener alguna función adicional a la secretora. Contienen  enzimas lisosomales que llevan a cabo una función digestiva, tanto para defensa: atrapan  toxinas y las degradan vía citocromo P-450 (particularmente CYP4B1, que está presente sólo en las células "Club") de su retículo endoplásmatico liso; como para el reciclado de productos de secreción.

## Recambio celular de las Club
Las células epiteliales de las vías respiratorias están constantemente expuestas y dañadas por agentes tóxicos y por patógenos del medio ambiente. La regeneración es un proceso vital para ayudar a mantener la función y la integridad. Las células "Club"  son mitoticamente activas, se dividen y diferencian para formar células epiteliales tanto ciliadas como no ciliadas.

En seres humanos y bajo condiciones normales, las células de Clara representan aproximadamente el 15% del total de células en proliferación en los bronquiolos terminales, pero representan el 44% del total dentro de los bronquiolos respiratorios.

Después de una lesión en los bronquiolos, las "células Club" pueden autorrenovarse y dar lugar a nuevas células ciliadas. Las "células Club" ubicadas cerca de los cuerpos neuroendocrinos y en la unión del conducto bronquioalveolar, son conocidas como células variantes de Clara y son suficientes para restaurar el epitelio bronquiolar.

## Papel en la enfermedad
Las células "Club" contienen triptasa, que se cree que es responsable de la escisión de la proteína de superficie hemaglutinina de virus de influenza A, con lo que sería responsable de la activación y los síntomas de la gripe.

Cuando la proteína l7Rn6 es interrumpida en ratones, estos ratones muestran enfisema severo en nacimiento como resultado de una desorganización en el  aparato de Golgi y la formación estructuras vesiculares aberrantes dentro las células "Club".

Las proteínas séricas de la célula "Club" se utilizan como un biomarcador de la permeabilidad de pulmón. La exposición a la contaminación del aire mediante partículas puede poner en peligro la integridad del epitelio pulmonar y dar lugar a un rápido aumento de la permeabilidad de la barrera epitelial, como se refleja en el aumento de la concentración sérica de las proteínas de las células club.

La señalización de factor de crecimiento similar a insulina (IGF en inglés), está involucrada en la homeostasis del pulmón humano. Por lo tanto, los IGF están implicados en la regeneración y reparación de heridas pulmonares en la edad adulta y, en consecuencia, se asocian con enfermedades respiratorias pulmonares relevantes como asma, fibrosis y cáncer.
El proceso de transdiferenciación de células de Clara a caliciformes está mediado por la ruta de señalización Notch Notch1. Específicamente, la supresión de la vía Notch1 induce la diferenciación en células caliciformes y la expresión de mucina.

## Nomenclatura
Las células "Club" eran anteriormente denominadas células de Clara, ya que fueron descritas por primera vez por Max Clara (1899-1966). 

En 1937, Max Clara era un miembro activo del Partido Nazi y utilizaba tejidos tomado de víctimas ejecutadas por el Tercer Reich para su investigación -incluyendo el trabajo que condujo a su descubrimiento de las células Clara.
En mayo de 2012, la plantilla editorial de la mayoría de las revistas de neumología importantes (incluyendo la American Thoracic Society, la European Respiratory Society y la revista del American College of Chest Physicians) concluyó que el uso continuado del epónimo "Clara"  sería equivalente a honrarlo; por tanto introdujeron una política de cambio de nomenclatura, que empezó el 1 de enero de 2013.
El plazo de uso de "célula de Clara" se mantuvo en paralelo durante 2 años con el de "célula club". Pasado ese periodo, los términos "célula de Clara" y "célula secretora de proteína de Clara" fue reemplazado por "célula club" y "célula club secretora de proteína" respectivamente.
En Europa esta nomenclatura tarda un poco más en popularizarse.

El uso extendido y prolongado de la denominación continuaba en 2019, como se puede ver en: Primary infection by Pneumocystis induces Notch-independent Clara cell mucin production in rat distal airways. Durante el período 2018-2022, fueron publicados en la base de datos MEDLINE 466 artículos indexados con el término MESH "Club cell" y 321 artículos indexados con el término "Clara cell".